# Gospel Spreading Church
Gospel Spreading Church är ett kristet trossamfund med rötter i helgelserörelsen, grundat av den kände amerikanske radioevangelisten Solomon Lightfoot Michaux (7 november 1883 – 20 oktober 1968). 
1906 gifte sig den framgångsrike affärsmannen Michaux med Mary Eliza Pauline i Newport News, Virginia där paret kom att engagera sig i en församling tillhörande Church of Christ (Holiness) (COCHUSA).
1917 flyttade makarna Michaux till Hopewell, Virginia där de startade församlingen “Everybody’s Mission” som året därpå anslöts till COCHUSA.
1919 flyttade de tillbaka till Newport News, där Michaux lämnade familjeföretaget för att på heltid ägna sig åt evangelisation.
Makarna hyrde ett tält där de höll en tre månader lång väckelsekampanj där över 150 kom till tro och lade grunden till bildandet av en församling, som i slutet av året kunde hyra en lokal som inreddes till kyrka.
1922 lämnade församlingen COCHUSA och fortsatte på egen hand, under namnet Church of God.
Michaux reste på korståg längs den amerikanska östkusten och bildade flera församlingar med samma namn, som han samlade under paraplyorganisationen Gospel Spreading Tabernacles Building Association. 
1928 flyttade Michaux sin verksamhet till Washington, D.C där han året därpå startade en egen radiostation, WJSV (Willingly Jesus Suffered for Victory). När denna 1932 köptes upp av den större radiokanalen CBS fick Michaux sitt stora genombrott och blev känd som “Happy Am I Preacher”, efter signaturen till hans radiosändningar, framförd av hans Happy Am I Band.
1935 sändes hans radioprogram via 50 kanaler över hela landet, med 25 miljoner lyssnare.
Hans program sändes även internationellt, via kortvåg.
Michaux startade också tidningen Happy News, förlaget Happy News Publishing Company, ett härbärge för hemlösa och Happy News Café i Washington. Han gjorde sig känd för årliga massdop, först i Potomac-floden och 1938–61 på den stora sportarenan Griffith Stadium, i vatten som han importerat från Jordanfloden. Michaux var den första afroamerikanske evangelisten som hade regelbundna TV-sändningar. 
Så småningom tilltog dock konkurrensen inom kristen TV- och radioverksamhet och Michauxs popularitet dalade. Under andra världskriget och framåt sändes han program mest över lokala stationer, på de orter där man startat församlingar.
1964 registrerade man trossamfundet Gospel Spreading Church, men många av de tio lokala församlingarna kallar sig fortsatt för Church of God.